# Ганс В. Гайссендерфер
Ганс В. Гейсендерфер (нар. 6 квітня 1941, Аугсбург) — німецький кінорежисер і продюсер.

## З біографії
Режисер фільму «Скляна клітинка» (1978, у головній ролі Бріжит Фоссі), який був номінований на премію «Оскар» за найкращий фільм іноземною мовою, та 16 інших фільмів («Дика качка» з Жаном Себерг у головній ролі; «Зачарована гора» з Родом Стайгером у головній ролі; "Справедливість ")., є творцем серіалу Lindenstraße (з 1985).
У 1970 році Гейссендерфер отримав золоту кінопремію Deutscher Filmpreis за найкращу нову режисуру за свій перший фільм «Йонатан». У 1971 році він зняв телефільм «Карлос» з Готфрідом Джоном і Анною Каріною в головних ролях. У 1992 році його фільм «Гудрун» був представлений на 42-му Берлінському міжнародному кінофестивалі, де він отримав почесну відзнаку. Його драма «Сніжна країна» (2005, у головних ролях Юлія Єнч і Томас Кречманн) отримала спеціальний головний приз на Всесвітньому кінофестивалі в Монреалі.
Німецька режисерка Хана Гайссендерфер — його дочка.

## Вибрана фільмографія
- Йонатан (1970)
- Der Fall Lena Christ (1970, телефільм) — (біографічний фільм про Лену Кріст)
- Eine Rose für Jane (1970, телефільм)
- Карлос (1971, телефільм) — (за мотивами Дона Карлоса)
- Марі (1972, телефільм)
- Die Eltern (1974, телефільм)
- Perahim — die zweite Chance (1974, телефільм) — (за романом К. Вергілія Георгіу)
- Lobster (1976, серіал)
- Садиба Штернштайн (Sternsteinhof, 1976) — (за романом Людвіга Анценгрубера)
- Дика качка (Die Wildente, 1976) — (за мотивами The Wild Duck)
- Скляна клітина (Die glaserne Zelle, 1978) — (на основі The Glass Cell)
- Теодор Шиндлер (1979, телесеріал) — (за романом Бернарда фон Брентано)
- Зачарована гора (Der Zauberberg, 1982) — (за мотивами Зачарованої гори)
- Щоденник Едіт (1983)[8] — (на основі Щоденника Едіт)
- Lindenstraße (1985—2020, серіал, продюсер)
- Бумеранг-бумеранг (1989)
- Гудрун (1992)
- Справедливість (1993) — (за мотивами «Здійснення правосуддя»)
- Викрадення з Лінденштрассе / Entführung aus der Lindenstraße (реж. Джордж Мурс, 1995, телефільм, продюсер)
- Schneeland (2005) — (за мотивами роману Елізабет Райнелл
- У світі, де вам страшно (2011)